# 沙托盖 (多姆山省)
沙托盖（法語：Châteaugay，法語發音：[ʃatoɡɛ]）是法国多姆山省的一个市镇，属于里永区。

## 地理
沙托盖（45°51'4"N, 3°5'5"E）面积9.08 平方千米，位于法国奥弗涅-罗讷-阿尔卑斯大区多姆山省，该省份为法国中南部省份，北起阿列省接壤，东临卢瓦尔省，南至上盧瓦爾省和康塔爾省，西接科雷兹省和克勒兹省。
与沙托盖接壤的市镇（或旧市镇、城区）包括：马尔萨、布朗扎、塞巴扎、热尔扎、马洛扎、梅内特罗勒、里永。

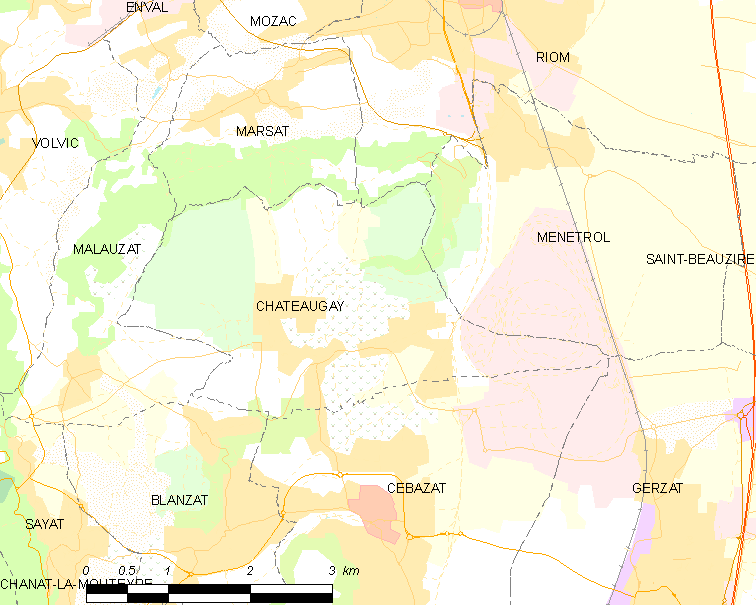
的OSM定位图

沙托盖的时区为UTC+01:00、UTC+02:00（夏令时）。

## 行政
沙托盖的邮政编码为63119，INSEE市镇编码为63099。

## 政治
沙托盖所属的省级选区为沙泰勒吉永县。

## 人口

1962-2008年间人口变化图示

沙托盖于2022年1月1日时的人口数量为3143人。